# MSC Grandiosa
Az MSC Grandiosa egy Meraviglia Plus osztályú üdülőhajó, amelyet az MSC Cruises birtokol és üzemeltet. A Chantiers de l'Atlantique építtette Saint-Nazaire-ban, Franciaországban, ő az első a két Meraviglia Plus osztályú hajó közül. Ez az MSC Cruises jelenlegi zászlóshajója. 2019. november 10-én kezdte meg működését. A szállítás idején bruttó űrtartalom alapján ő volt a második legnagyobb üdülőhajó az AIDAnova mögött.

## Története

### Építése és bemutatkozása
2016. február 1-jén az MSC Cruises bejelentette, hogy két új hajóra vonatkozó opcióit határozott megrendeléssé alakították át, az új hajók pedig a társaság eredeti Meraviglia osztályú platformjáról, a Meraviglia Plus névre keresztelt alosztály részét képezik. Minden új hajót nagyobbnak terveztek, mint régebbi Meraviglia osztályú nővéreiket. Bruttó űrtartalma 181,541 tonna, maximális utasszállító kapacitása 6334 vendég.
2017. november 15-én az MSC Cruises bejelentette, hogy az első Meraviglia Plus osztályú hajó neve MSC Grandiosa lesz. Érmeünnepségét 2018 júliusában tartották, vízre bocsátása pedig hat hónappal később, 2019. január 5-én történt. 2019 szeptemberében sikeresen befejezte tengeri kísérleteit. A hajót 2019. október 31-én szállította le az MSC Cruisesnak a Chantiers de l'Atlantique hajógyár. Szállítását követően az MSC Grandiosa első útja a hajógyárból Hamburgba vitte a keresztelőjére, útbaejtve Rotterdamot és Le Havre-t.
2019. november 9-én keresztelte el a hajót keresztanyja, Sophia Loren, miközben kikötötte az Elba folyón. A hajó később visszatért a hamburgi kikötőbe, mielőtt másnap, 2019. november 10-én megkezdte első körutazását. 2019. november 10-én indult útjára Hamburgból Genovába Southamptonon, Barcelonán és Marseille-en keresztül, és egy vihar is hátráltatta, amely kényszerítette Lisszabon törlését.

### Operatív karrier
2019. november 23-tól kezdve az MSC Grandiosa megkezdte a heti mediterrán útvonalakat a nyitószezonra, Genovába, Rómába, Palermóba, Vallettába, Barcelonába és Marseille-be. 2019. december 30-án a palermói kikötőben a hajó a kikötő manőverezésekor a kikötő oldalán a farával a Vittorio Veneto mólónak ütközött. Kisebb sérüléseket jelentettek a farán és a mólón, de személyi sérülés nem történt, és a hajó még aznap elindult Vallettába.
Az MSC Grandiosa eredetileg azt tervezte, hogy 2020 őszén folytatja a vitorlázást a Földközi-tengeren, amíg áthelyezik a brazíliai Santosba, és megkezdi a hajózást Dél-Amerikában a 2020–2021-es szezonra, így ő lett volna a legnagyobb utasszállító hajó Dél-Amerikában. Miután azonban a COVID-19 világjárvány arra kényszerítette az MSC-t, hogy csökkentse műveleteit és állítsa át flottáját, az MSC Grandiosa végül 2021-ig tervezte folytatni a mediterrán körutazásokat. 2020 augusztus 16-án ő lett az MSC első hajója is, amely a járvány közepette folytatta működését, és összességében az első nagy tengerjáró hajó, amely újraindította a Földközi-tengeren a tengeri körutazásokat azok év eleji megszüntetése óta.

## Tervezés és specifikációk
Az MSC Grandiosa mérete 181,541 tonna és 2421 utaskabinnak ad otthont, összesen 6334 utas befogadására. A hajó emellett egy 1704 fős személyzetet foglalkoztat. Hossza 331,43 méter (1087,4 ft), egy 43 méter (141 ft), magassága 65 méter (213 ft), és maximális sebessége 23 csomó. Ő az MSC első tengerjáró hajója is, amely szelektív katalitikus redukciós rendszerrel van felszerelve, amely segít a hajó nitrogén-oxid-kibocsátásának 80 százalékos csökkentésében, valamint egy zárt hurkú kipufogógáz-tisztító rendszer, amely 97 százalékkal csökkenti kénkibocsátását.

## Fordítás
- Ez a szócikk részben vagy egészben  a   MSC Grandiosa című angol Wikipédia-szócikk ezen változatának fordításán alapul.  Az eredeti cikk szerkesztőit annak laptörténete sorolja fel. Ez a jelzés csupán a megfogalmazás eredetét és a szerzői jogokat jelzi, nem szolgál a cikkben szereplő információk forrásmegjelöléseként.